# Малорублевский сельский совет
Малорублевский сельский совет (укр. Малорублівська сільська рада) — входит в состав
Котелевского района
Полтавской области
Украины.
Административный центр сельского совета находится в 
с. Малая Рублёвка.

## Населённые пункты совета
- с. Малая Рублёвка
- с. Демьяновка
- с. Лихачовка
- с. Марьино